# Bø (Nordland)
Bø es un municipio de la provincia de Nordland, en Noruega. La capital municipal es el pueblo de Straume. Otros pueblos en el municipio son Bø, Eidet, Hovden, Nykvåg y Utskor.
A 1 de enero de 2015 tiene 2642 habitantes.
Recibe su nombre de una antigua granja llamada en nórdico antiguo Bœr. La palabra bœr significa "granja", por lo que no está claro si la granja tuvo otro nombre antes. El municipio fue establecido en 1838 como formannskapsdistrikt. En 1866 y 1964 amplió su término municipal al recibir tierras del municipio de Øksnes.
Se ubica en la parte más occidental de Langøya, en el archipiélago de Vesterålen.